# The Dark Mirror
The Dark Mirror is een Amerikaanse misdaadfilm uit 1946 onder regie van Robert Siodmak.

## Verhaal
Een tweeling is betrokken bij een moord. Een van de tweelingzussen is normaal, de andere gestoord. Als beide zussen een alibi blijken te hebben, schakelt de politie een gerechtspsychiater in.

## Rolverdeling
| Acteur              | Personage             |
| ------------------- | --------------------- |
| Olivia de Havilland | Terry en Ruth Collins |
| Lew Ayres           | Dr. Scott Elliott     |
| Thomas Mitchell     | Lt. Stevenson         |
| Richard Long        | Rusty                 |
| Charles Evans       | Girard                |
| Garry Owen          | Franklin              |
| Lela Bliss          | Mrs. Didriksen        |
| Lester Allen        | George Benson         |